# 里特斯多夫
里特斯多夫是德国莱茵兰-普法尔茨州的一个市镇。总面积11.87平方公里，总人口1421人，其中男性719人，女性702人（2011年12月31日），人口密度120人/平方公里。